# 反差別闘争
反差別闘争（はんさべつとうそう）とは、社会構造に根差した差別制度を撤廃する運動を指す。
米国における黒人解放運動、インドにおけるカースト制度撤廃運動が特に有名である。
日本においては、部落・在日コリアン・女性・障害者に対する差別が4大差別とされる。大阪府では副読本「にんげん」を採用することで、反差別運動に取り組んできた。現代の日本では、従来型の4大差別以外にも、同性愛者差別など、さまざまな社会的少数派差別が存在することが認識され、部落解放同盟も、部落差別解消だけではなく、あらゆる社会的少数派差別反対に舵を切りつつある。
日本の新左翼も窮民革命論の影響から、社会的弱者をオルグすべく既成左翼とは別に反差別闘争に取り組んでいる。1970年代には「反差別闘争」の名の下に様々な騒動や事件をおこしていた。現在も新左翼の主要闘争である三里塚闘争や反皇室闘争が行き詰まりを見せる中、最後の闘争課題として積極的に取り組んでいる。